# 北海道道881号掘茅沼线
北海道道881号掘茅沼线（日语：北海道道881号ホロカヤントー線）是一条位于北海道十胜综合振兴局管内广尾郡大樹町的普通道级道路（北海道道）。

## 道路概况
- 起点：北海道广尾郡大樹町晩成
- 終点：北海道广尾郡大樹町生花
- 总距离：11.8千米

## 经过的自治体
- 十勝综合振興局
  - 广尾郡大樹町

## 主要连接道路
- 国道336号（终点）
- 北海道道319号生花大树线（终点）

## 历史
- 1976年（昭和51年）3月31日 - 路線勘定（北海道告示第1051号）

## 沿線
- 掘茅沼（日语：ホロカヤントー）
- 晩成温泉